# Pontos extremos do Kosovo

Mapa do Kosovo

Esta é a lista dos Pontos extremos do Kosovo, onde estão as localidades mais ao norte, sul, leste e oeste no território kosovar.

## Latitude e longitude
- Ponto mais setentrional: próximo do Pico Pancic ( Coordenadas : minutos ou segundos > 60)
- Ponto mais meridional:  a 20 km a sul da cidade de Dragas ( Coordenadas : minutos ou segundos > 60)
- Ponto mais ocidental: a 25 km da cidade de Peć ( Coordenadas : minutos ou segundos > 60)
- Ponto mais oriental: a sudeste do Pico Ravs ( Coordenadas : minutos ou segundos > 60)

## Elevações
- Ponto mais alto: Ðeravica, 2656 m (41° 31′ N, 20° 08′ L)
- Ponto mais baixo: